# Silnice D70
Silnice D70 (chorvatsky Državna cesta D70) je státní silnice v Chorvatsku. Je dlouhá 21,9 km a prochází Splitsko-dalmatskou župou. Slouží především ke spojení města Omiš a v podstatě celé Omišské riviéry s dálnicí A1, kvůli čemuž bývá v létě velmi vytížená.

## Průběh
Silnice D70 začíná na exitu 30 z dálnice A1. Navazuje na župní silnici Ž6263, která vede do nedalekého Blata na Cetini. Přes několik vesnic prochází poměrně rovně bez větších zatáček, za vesnicí Gata se však nachází dohromady sedm serpentin, kterými silnice klesá z výšky přibližně 350 m n. m. do výšky 5 m n. m. Následně silnice D70 vede podél řeky Cetiny pod nově zbudovaným mostem Cetina. V Omiši poté silnice D70 (označovaná jako ulice Mosorska cesta) končí na křižovatce se silnicí D8.

## Sídla
Silnice prochází přes následující sídla: Seoca, Zvečanje, Čišla, Gata, míjí sídla Naklice a Zakučac a končí v Omiši.